# 풍선 모델
풍선 모델은 소셜 네트워크 게임의 도달률, 유지, 수익을 풍선을 사용해서 설명한 모델이다.

## 3R
- 도달률 (Reach): 캐주얼 게임에서 부분유료 아이템 구매 비율은 1% 정도이기 때문에 모수를 늘리는 게 중요하다. 모수를 늘린 사례로 징가에서 사용한 방법으로는 튜토리얼 1~5 단계를 3단계로 줄여서 측정해 봤더니 전환률이 25% 늘어난 사례가 있다.
- 유지 (Retention): 품질의 유지가 중요하다. 오픈 마켓의 특성상 프리앱이 넘쳐나기 때문에 이들 프리앱 사이에서 리마커블하기 위해서는 버그-프리는 기본이다.
- 수익 (Revenue): 유저수에 비례한 매출이다. 풍선 모델에서는 아무리 동접이 잘 나와도, 유지 비용이 더 들지는 않는지 측정을 통해서 검사할 것을 이야기한다.

풍선 모델에서도 위의 세 가지 3R을 그대로 사용하는데 풍선에 바람을 불어 넣는 행위가 Reach이다. 바람이 들어간 풍선을 그대로 두면 조금씩 바람이 빠져서 크기가 작아지게 되는데 커진 풍선을 계속 적당한 크기로 유지 시키는 것은 Retention에 해당한다. 마지막으로 풍선의 표면적이 바로 세 번째 R인 Revenue에 해당한다.
풍선모델을 사용하면 서비스의 각 단계에서의 R의 비용에 대한 설명도 용이한 이점이 있다. 예를 들어 풍선을 불 때 처음에 가장 큰 힘이 들어가는 것과 마찬가지로 Reach 역시 초기 론칭 시에 가장 많은 비용이 든다.
풍선의 표면적이 Revenue에 해당하기 때문에 계속 바람을 불어 넣어 표면적을 크게 만들면 좋겠지만 풍선에 바람을 넣는 것은 풍선이 커질 수록 내부 압력도 비례해서 함께 커지기 때문에 바람을 불 수록 힘이 들게 된다. 이것은 온라인 게임을 론칭한 다음에 지속적인 업데이트로 서비스를 하게 될 때 업데이트 비용도 함께 증가하는 것에 비유할 수 있다.
풍선모델은 바로 이러한 풍선불기의 속성을 이용하여, 풍선의 크기를 유지하는 가장 효율적인 방법(반드시 커다고 좋은 것만은 아니다!)이 있다는 가정하에, 온라인 게임 서비스에서도 비용대비 매출을 가장 극대화하는 방법을 찾는 것이 중요하다는 것을 설명하는 모델이다.